# (25217) 1998 TX1
1998 تي أكس 1 (ويعرف أيضًا باسم (25217) 1998 تي أكس 1 وفق تسمية الكوكب الصغير) (بالإنجليزية: 1998 TX1)‏ هو كويكب ضمن حزام الكويكبات؛ وترتيبه 25217 من حيث الاكتشاف.
اكتُشف هذا الجُرم الفلكي بواسطة جون بروفتون في 13 أكتوبر 1998.

## وصلات خارجية
- (25217) 1998 TX1 في قاعدة بيانات مختبر الدفع النفاث لأجرام النظام الشمسي الصغيرة

- الاكتشاف · مخطط المدار ·  العناصر المدارية · المعلمات المادية

- (25217) 1998 TX1 على موقع ويكي سكاي: DSS2, SDSS, GALEX, IRAS, Hydrogen α, X-Ray, Astrophoto, Sky Map, Articles and images